# 姚正菁
姚正菁（英語：Cecilia Yiu Ching Ching，1969年5月14日—），現名姚舜薰，前無線電視女藝員，香港流行樂壇四大天王之一的郭富城前任女友。

## 簡歷
姚正菁出生於上海，直到九、十歲時才來香港居住，曾就讀聖約翰男女英文書院，初中時代開始接拍電視廣告，並於1986年參加由無線電視舉辦的電視小姐選舉，可惜三甲不入，後簽約成為無線電視藝員。
與郭富城分手後，曾於1990年代中期演出多部三級片而轟動全香港，姚正菁育有兩名女兒，現定居上海。

## 作品

### 電視劇（無線電視）
- 1986年《城市故事》飾 梁小慧
- 1987年《季節》飾 唐嘉文
- 1987年《人海綠皮書》飾 阿珍
- 1987年《生命之旅》
- 1988年《誓不低頭》 飾 陳玉英之同事
- 1988年《狂龍》
- 1988年《絕代雙驕》 飾 盈盈
- 1988年《諜血黃埔灘》（電視電影）
- 1988年《奇門鬼谷》飾 小倩
- 1989年《大旗英雄傳》 飾 温黛黛
- 1989年《花月佳期》
- 1989年《無冕急先鋒》 飾 Ruby
- 1989年《俠客行》 飾 倪冬兒
- 1990年《又是冤家又聚頭》 飾 李潔瑩
- 1990年《午夜太陽》飾 李笑妹
- 1990年《大唐名捕》 飾 裴凌
- 1990年《阿二一族》
- 1990年《情義兩難》（電視電影）飾 彤
- 1991年《命運快車》 飾 藍小曼
- 1991年《灰網》飾 劉豔芳
- 1992年《極度空靈 - 魔》飾 Maggie
- 1992年《極度空靈 - 相中人》飾 Winnie
- 1992年《風之刀》 飾 盛佩如

### 電視劇（香港電台）
- 1988年《性本善 - 我對婚姻無悔？！》 飾 阿Ken的朋友

### 電視劇（馬來西亞HVD）
- 1995年《云泥》 飾 車芳萍

### 電視節目
- 《歡樂今宵》

### 電影
- 1988年《婚外情》
- 1990年《安樂戰場》
- 1993年《夢情人》
- 1993年《貼身情人之貼身戀》（三級片）
- 1993年《哪個少女不多情之脫的疑惑》（三級片）
- 1994年《地下裁決》
- 1995年《雷霆行動》

### 音樂影片
- 1989年 李克勤《一生不變》

## 外部連結
- 姚正菁在香港影庫上的簡介
- 姚正菁的新浪微博